# 肾皮质
肾皮质（renal cortex）是肾的外层部分，介于肾被膜和肾髓质之间。成人的肾皮质形成连续均匀的外层区域，且带有许多向肾髓质突起的腎柱（renal column）向肾锥体（renal pyramid）间延伸。肾皮质包括腎小球和腎小管但是不包括深入肾髓质的亨利氏環部分。它同时也包括血管部分和集尿管。

## 附加圖片

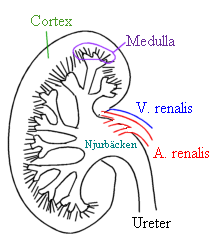
腎臟
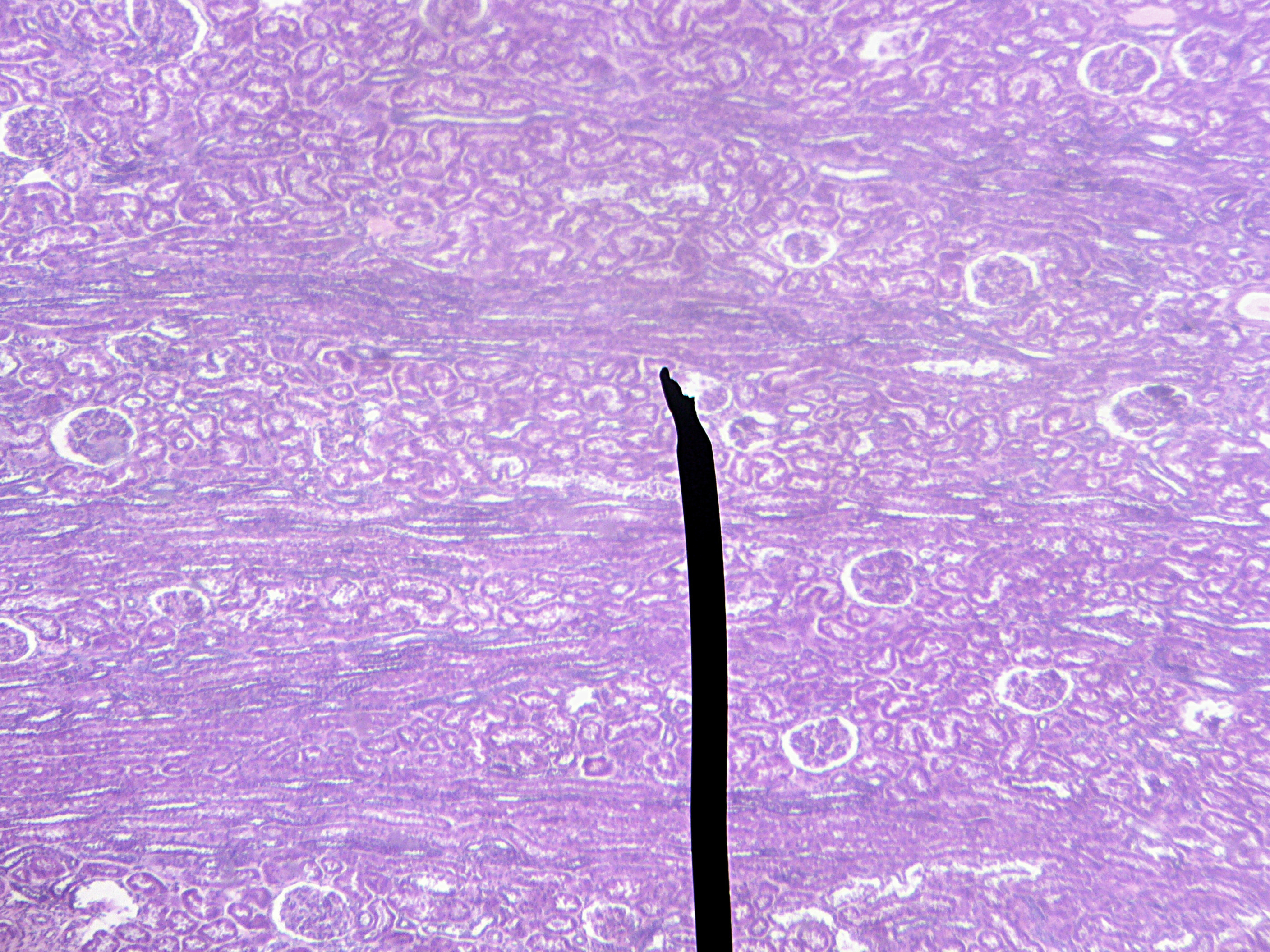
腎皮質的微觀截面
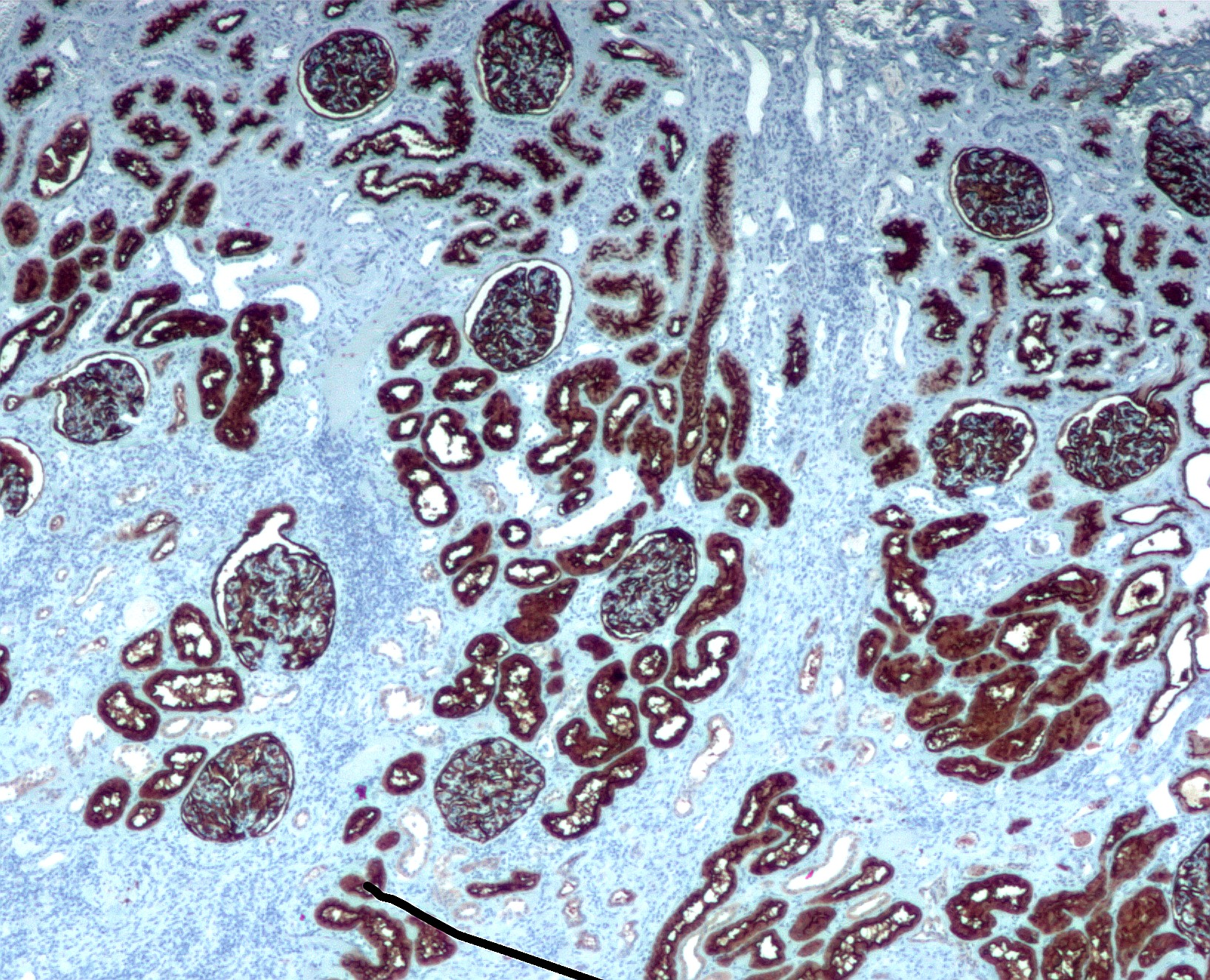
正常腎臟的CD10免疫組化染色。 CD10漬近曲小管和腎小球。
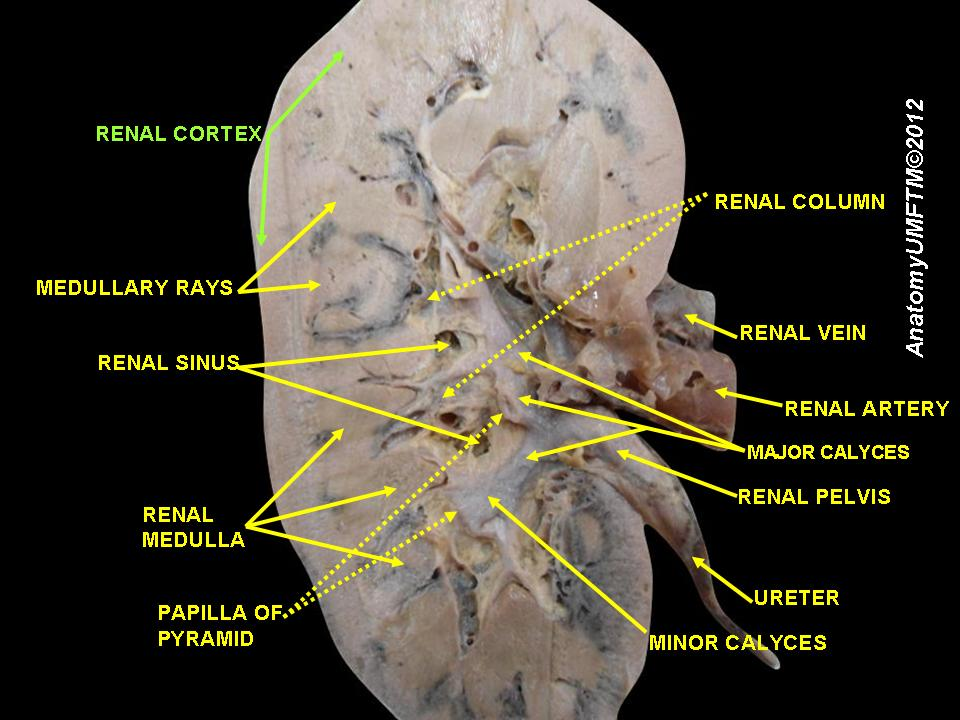
腎皮質
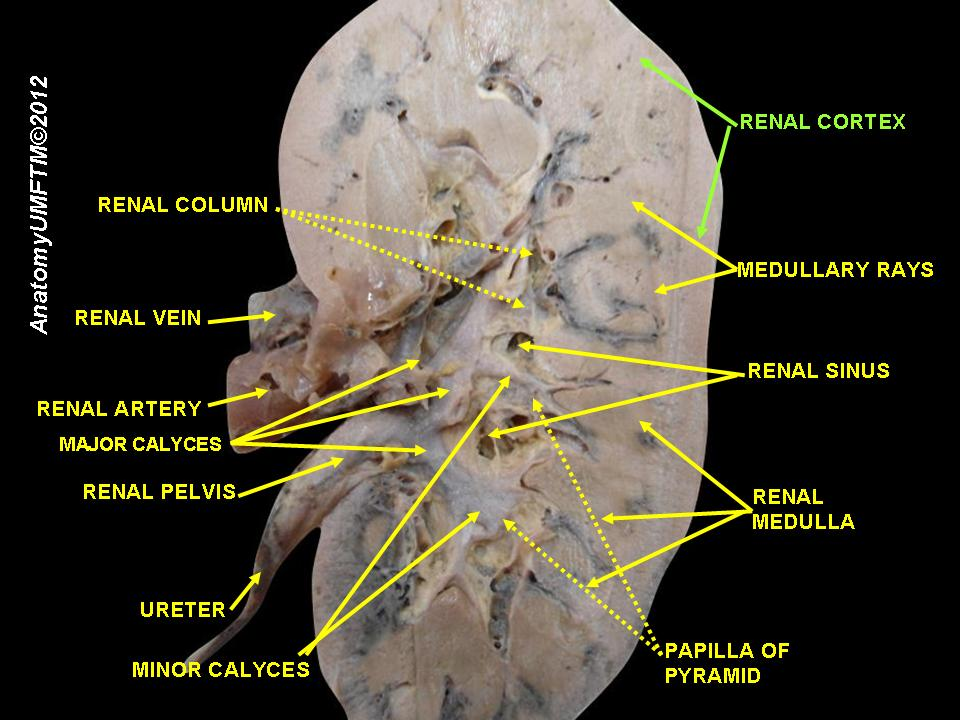
腎皮質

## 外部連結
- 人体解剖学在线（Human Anatomy Online）网站上的相关图片：40:06-0103 - "Posterior Abdominal Wall: Internal Structure of a Kidney"